# Antonín Fivebr
Antonín Fivebr (Praga, 22 novembre 1888 – Praga, 26 febbraio 1973) è stato un allenatore di calcio e calciatore cecoslovacco, di ruolo centrocampista.

## Carriera
Mediano, ha iniziato la sua carriera nel club dell'Olympia Staroměstký.
Nel 1908 è passato allo Sparta Praga, dove è rimasto una prima volta fino al 1913 vincendo il campionato nel 1912.
Dal 1914 fino alla fine della prima guerra mondiale milita nel Český Lev Plzeň.
Nel 1919 torna allo Sparta e vince subito un altro titolo.
Nel 1920-1921 si trasferisce in Italia al Brescia Calcio nella veste di allenatore e in quella di giocatore nel 1921-1922.
Passa quindi in Spagna nel 1923 primo allenatore professionista del Valencia CF, che guiderà in tre diversi periodi vincendo tre campionati regionali e conquistando la promozione in prima divisione nel 1931.
Guiderà anche l'Elche CF, nel 1927, l'anno dopo guida un club di segunda divisione il Real Oviedo e successivamente il Levante e il Murcia.
Alla fine del 1935 Fivebr arriva in URSS e nei due anni seguenti attraversa l'Unione Sovietica divenendo il formatore e il consulente di diverse formazioni tra Mosca, Kiev e Tashkent. All'inizio del 1936, guida lo Spartak Mosca per appena due mesi tra maggio e luglio, e nel settembre dello stesso anno passa alla Dinamo Leningrado. Nel 1937, Antonín Fivebr è allo Zaporižžja e Dnipropetrovs'k, e nel 1938 conduce lo Stalinec Mosca.
Alla fine del 1938 Fivebr ritornò in Cecoslovacchia, come allenatore dello Žižkov Victoria, poi dello Jednota Košice, e infine dello Spartak Trnava.

## Palmarès

### Giocatore

#### Competizioni nazionali
- Campionato cecoslovacco: 2

Sparta Praga: 1912, 1919

### Allenatore

#### Competizioni nazionali
- Segunda Division: 1

Valencia: 1930-1931
- Campionato sovietico: 1

Spartak Mosca: 1936